# Avenue Chevreul
L'avenue Chevreul est une voie de communication située côté ouest à Bois-Colombes, et côté est à Asnières-sur-Seine. La partie sud longe la ville de Courbevoie mais n'est pas habitée, étant accolée au talus de la voie ferrée.

## Situation et accès
L'avenue Chevreul est immédiatement accessible par la gare de Bécon-les-Bruyères. Elle longe la ligne de Paris-Saint-Lazare à Saint-Germain-en-Laye. Elle croise notamment la route départementale D 11 (avenue de l'Europe et avenue Faidherbe) et la rue de Bois-Colombes.

## Origine du nom
Cette avenue doit son nom à Michel-Eugène Chevreul, chimiste français connu pour son travail sur les acides gras, la saponification et sa contribution à la théorie des couleurs.

## Historique
Cette artère est consécutive à la création de la voie ferrée en 1837.

## Bâtiments remarquables et lieux de mémoire
- Pont des Quinze-Perches, qui passe au-dessus de la voie ferrée.